# Liste der Baudenkmäler in Münsterbusch
Die Liste der Baudenkmäler in Münsterbusch enthält die denkmalgeschützten Bauwerke auf dem Gebiet von Stolberg (Rheinland)-Münsterbusch in Nordrhein-Westfalen. Diese Baudenkmäler sind in der Denkmalliste der Stadt Stolberg (Rheinland) eingetragen; Grundlage für die Aufnahme ist das Denkmalschutzgesetz Nordrhein-Westfalen (DSchG NRW).

| Bild                                                | Bezeichnung                                         | Lage                                                     | Beschreibung                                                               | Bauzeit       | Eingetragen seit | Denkmal- nummer     |
| --------------------------------------------------- | --------------------------------------------------- | -------------------------------------------------------- | -------------------------------------------------------------------------- | ------------- | ---------------- | ------------------- |
| Panzerbefestigung Westwallanlage Buschmühle         | Panzerbefestigung Westwallanlage Buschmühle         | Münsterbusch Buschmühle (ehemalige Westwallanlage) Karte |                                                                            | 1939          | 17.10.2003       | 685                 |
| Wohnhaus und Gaststätte                             | Wohnhaus und Gaststätte                             | Münsterbusch Buschmühle 2 Karte                          |                                                                            |               | 23.06.1986       | 413/11/01/2/462     |
| Wohnhaus                                            | Wohnhaus                                            | Münsterbusch Buschmühle 6 Karte                          |                                                                            |               | 03.12.1985       | 332/11/01/6/286     |
| ehemalige Fabrikationsanlage Buschmühle, Wohnhäuser | ehemalige Fabrikationsanlage Buschmühle, Wohnhäuser | Münsterbusch Buschmühle 8 Karte                          | Herrenhaus der ehemaligen Kupfer- und Messingmühle                         | 1573          | 06.12.1985       | 332/11/01/8/286     |
| ehemalige Fabrikationsanlage Buschmühle, Wohnhäuser | ehemalige Fabrikationsanlage Buschmühle, Wohnhäuser | Münsterbusch Buschmühle 14–16 Karte                      | Ehemalige Kupfer- und Messingmühle, Schornstein aus 1. Hälfte des 19. Jhs. | Mitte 18. Jh. | 03.12.1985       | 332/11/01/14-16/286 |
| Panzerbefestigung Westwallanlage Buschmühle         | Panzerbefestigung Westwallanlage Buschmühle         | Münsterbusch Dickenbruch (Westwallanlage) Karte          |                                                                            | 1939          | 17.10.2003       | 687                 |
| Bruchsteinwinkelhofanlage, Wohnhaus                 | Bruchsteinwinkelhofanlage, Wohnhaus                 | Münsterbusch Haumühle 4 Karte                            |                                                                            |               | 25.04.1985       | 267/11/02/4/318     |
| Bruchsteinwinkelhofanlage, Wohnhaus                 | Bruchsteinwinkelhofanlage, Wohnhaus                 | Münsterbusch Haumühle 5 Karte                            |                                                                            |               | 25.04.1985       | 267/11/02/4/318     |
| Hofanlage und Wohnhaus                              | Hofanlage und Wohnhaus                              | Münsterbusch Haumühle 6 Karte                            |                                                                            |               | 15.03.1985       | 252/11/02/3/298     |
| Wohnhaus                                            | Wohnhaus                                            | Münsterbusch Haumühle 7 Karte                            | Teil der alten Kupfermühle                                                 |               | 25.04.1985       | 266/11/02/2/317     |
| Wohnhaus                                            | Wohnhaus                                            | Münsterbusch Haumühle 8 Karte                            |                                                                            |               | 25.04.1985       | 265/11/02/1/316     |
| Wohnhaus                                            | Wohnhaus                                            | Münsterbusch Haumühle 9 Karte                            |                                                                            |               | 25.04.1985       | 265/11/02/1/316     |
| Wohnhaus                                            | Wohnhaus                                            | Münsterbusch Schafberg 9 Karte                           | Siedlungsbauten für die Mitarbeiter der „Spiegelglashütte Münsterbusch“    | 1850er Jahre  | 08.06.1988       | 11/05/9/427         |
| Wohnhaus                                            | Wohnhaus                                            | Münsterbusch Schafberg 10 Karte                          | dito                                                                       | 1850er Jahre  | 08.06.1988       | 11/05/10/427        |
| Wohnhaus                                            | Wohnhaus                                            | Münsterbusch Schafberg 11 Karte                          | dito                                                                       | 1850er Jahre  | 08.06.1988       | 11/05/11/427        |
| Wohnhaus                                            | Wohnhaus                                            | Münsterbusch Schafberg 12 Karte                          | dito                                                                       | 1850er Jahre  | 08.06.1988       | 11/05/12/427        |
| Wohnhaus                                            | Wohnhaus                                            | Münsterbusch Schafberg 13 Karte                          | dito                                                                       | 1850er Jahre  | 08.06.1988       | 11/05/13/427        |
| Wohnhaus                                            | Wohnhaus                                            | Münsterbusch Schafberg 14 Karte                          | dito                                                                       | 1850er Jahre  | 08.06.1988       | 11/05/14/427        |
| Wohnhaus                                            | Wohnhaus                                            | Münsterbusch Schafberg 15 Karte                          | dito                                                                       | 1850er Jahre  | 08.06.1988       | 11/05/15/427        |
| Wohnhaus                                            | Wohnhaus                                            | Münsterbusch Schafberg 16 Karte                          | dito                                                                       | 1850er Jahre  | 08.06.1988       | 11/05/16/427        |
| Wohnhaus                                            | Wohnhaus                                            | Münsterbusch Schafberg 17 Karte                          | dito                                                                       | 1850er Jahre  | 08.06.1988       | 11/05/17/427        |
| Wohnhaus                                            | Wohnhaus                                            | Münsterbusch Schafberg 18 Karte                          | dito                                                                       | 1850er Jahre  | 08.06.1988       | 11/05/18/427        |
| Wohnhaus                                            | Wohnhaus                                            | Münsterbusch Schafberg 19 Karte                          | dito                                                                       | 1850er Jahre  | 08.06.1988       | 11/05/19/427        |
| Wohnhaus                                            | Wohnhaus                                            | Münsterbusch Schafberg 20 Karte                          | dito                                                                       | 1850er Jahre  | 08.06.1988       | 11/05/20/427        |
| Wohnhaus                                            | Wohnhaus                                            | Münsterbusch Schafberg 21 Karte                          | dito                                                                       | 1850er Jahre  | 08.06.1988       | 11/05/21/427        |
| Wohnhaus                                            | Wohnhaus                                            | Münsterbusch Schafberg 22 Karte                          | dito                                                                       | 1850er Jahre  | 08.06.1988       | 11/05/22/427        |
| Wohnhaus                                            | Wohnhaus                                            | Münsterbusch Schafberg 23 Karte                          | dito                                                                       | 1850er Jahre  | 08.06.1988       | 11/05/23/427        |
| Wohnhaus                                            | Wohnhaus                                            | Münsterbusch Schafberg 24 Karte                          | dito                                                                       | 1850er Jahre  | 08.06.1988       | 11/05/24/427        |
| Wohnhaus                                            | Wohnhaus                                            | Münsterbusch Schafberg 25 Karte                          | dito                                                                       | 1850er Jahre  | 08.06.1988       | 11/05/25/427        |
| Wohnhaus                                            | Wohnhaus                                            | Münsterbusch Schafberg 26 Karte                          | dito                                                                       | 1850er Jahre  | 08.06.1988       | 11/05/26/427        |
| Wohnhaus                                            | Wohnhaus                                            | Münsterbusch Schafberg 27 Karte                          | dito                                                                       | 1850er Jahre  | 08.06.1988       | 11/05/27/427        |
| Wohnhaus                                            | Wohnhaus                                            | Münsterbusch Schafberg 28 Karte                          | dito                                                                       | 1850er Jahre  | 08.06.1988       | 11/05/28/427        |
| Wohnhaus                                            | Wohnhaus                                            | Münsterbusch Schafberg 29 Karte                          | dito                                                                       | 1850er Jahre  | 08.06.1988       | 11/05/29/427        |
| Wohnhaus                                            | Wohnhaus                                            | Münsterbusch Schafberg 30 Karte                          | dito                                                                       | 1850er Jahre  | 08.06.1988       | 11/05/30/427        |
| Wohnhaus                                            | Wohnhaus                                            | Münsterbusch Schafberg 31 Karte                          | dito                                                                       | 1850er Jahre  | 08.06.1988       | 11/05/31/427        |
| Wohnhaus                                            | Wohnhaus                                            | Münsterbusch Schafberg 32 Karte                          | dito                                                                       | 1850er Jahre  | 08.06.1988       | 11/05/32/427        |
| Wohnhaus                                            | Wohnhaus                                            | Münsterbusch Schafberg 33 Karte                          | dito                                                                       | 1850er Jahre  | 08.06.1988       | 11/05/33/427        |
| Wohnhaus                                            | Wohnhaus                                            | Münsterbusch Schafberg 34 Karte                          | dito                                                                       | 1850er Jahre  | 08.06.1988       | 11/05/34/427        |
| Wohnhaus                                            | Wohnhaus                                            | Münsterbusch Schafberg 35 Karte                          | dito                                                                       | 1850er Jahre  | 08.06.1988       | 11/05/35/427        |
| Wohnhaus                                            | Wohnhaus                                            | Münsterbusch Schafberg 36 Karte                          | dito                                                                       | 1850er Jahre  | 08.06.1988       | 11/05/36/427        |
| Wohnhaus                                            | Wohnhaus                                            | Münsterbusch Schafberg 37 Karte                          | dito                                                                       | 1850er Jahre  | 08.06.1988       | 11/05/37/427        |
| Wohnhaus                                            | Wohnhaus                                            | Münsterbusch Schafberg 38 Karte                          | dito                                                                       | 1850er Jahre  | 08.06.1988       | 11/05/38/427        |
| Wohnhaus                                            | Wohnhaus                                            | Münsterbusch Schafberg 39 Karte                          | dito                                                                       | 1850er Jahre  | 08.06.1988       | 11/05/39/427        |